# František Vlach (bankéř)
František Vlach (12. července 1849 Mlázovice – 22. února 1920 Praha) byl český bankéř, právní koncipient a pojišťovací agent, člen Sokola, dlouholetý zaměstnanec a pozdější generální ředitel Banky a pojišťovny Slavia, jedné z prvních a největších pojišťoven a bank v rakousko-uherském mocnářství.

## Život

### Mládí
Narodil se v Mlazovicích u Jičína do české rodiny. Následně se přesunul do Prahy, kde studoval práva, studium ale nedokončil. Následně po dobu patnácti let pracoval v právní kanceláři.

### Banka a pojišťovna
Roku 1885 nastoupil na místo úředníka pojišťovny Slavie. Banka byla založena na jaře roku 1869, zastřešovala postupně organizací sítě malých českých spořitelních a úvěrových družstev a své podnikáni rozšířila i o bankovní služby. Financována byla zejména českými podílníky, její vznik měl tedy v rámci české národní emancipace podstatný význam. O založení se zasloužil především ekonom a politik František Ladislav Chleborád, který v letech 1869 až 1872 působil jako ředitel. Roku 1886 byl Vlach přepsán do Prahy jako měšťan.

### Ředitel banky
Roku 1886 nastoupil Vlach na pozici druhého tajemníka banky. Po odchodu ředitele Františka Nováka roku 1887 pak nastoupil do vedoucí funkce. Podílel se též na celé řadě vlasteneckých a spolkových aktivit. Rovněž publikoval v oblasti pojišťovnictví: přispěl heslem Ústavy pojišťovací pod heslem Čechy do Ottova slovníku naučného, rovněž se angažoval jako předseda jízdního odboru Sokola pražského. Pravidelně se účastnil schůzek zástupců pražských pojišťoven. Jako ředitel pracoval ve Slávii do roku 1918, kdy odešel do penze a na jeho pozici nastoupil Václav Peča.

### Úmrtí
František Vlach zemřel nedlouho po odchodu ze zaměstnání, 22. února 1920 ve věku 70 let. Pohřben byl na Olšanských hřbitovech.

### Rodinný život
František Vlach se v pražském kostele Nejsvětější Trojice roku 1875 oženil s Annou Sykytovou (1854–?) pocházející z Prahy. Počali dva syny: Rudolfa a Jiřího. Jiří zemřel v pěti letech.